# Tipula hungarica
Tipula hungarica är en tvåvingeart som beskrevs av Paul Lackschewitz 1930. Tipula hungarica ingår i släktet Tipula och familjen storharkrankar. Inga underarter finns listade i Catalogue of Life.